# Нойкатаро
Нойка̀таро (на италиански: Noicattaro, до 1862 г. Noja, Ноя, на местен диалект Noie, Нойе) е град и община в Южна Италия, провинция Бари, регион Пулия. Разположен е на 100 m надморска височина. Населението на общината е 25 881 души (към 2010 г.).